# Agios Andonios tis Padouis

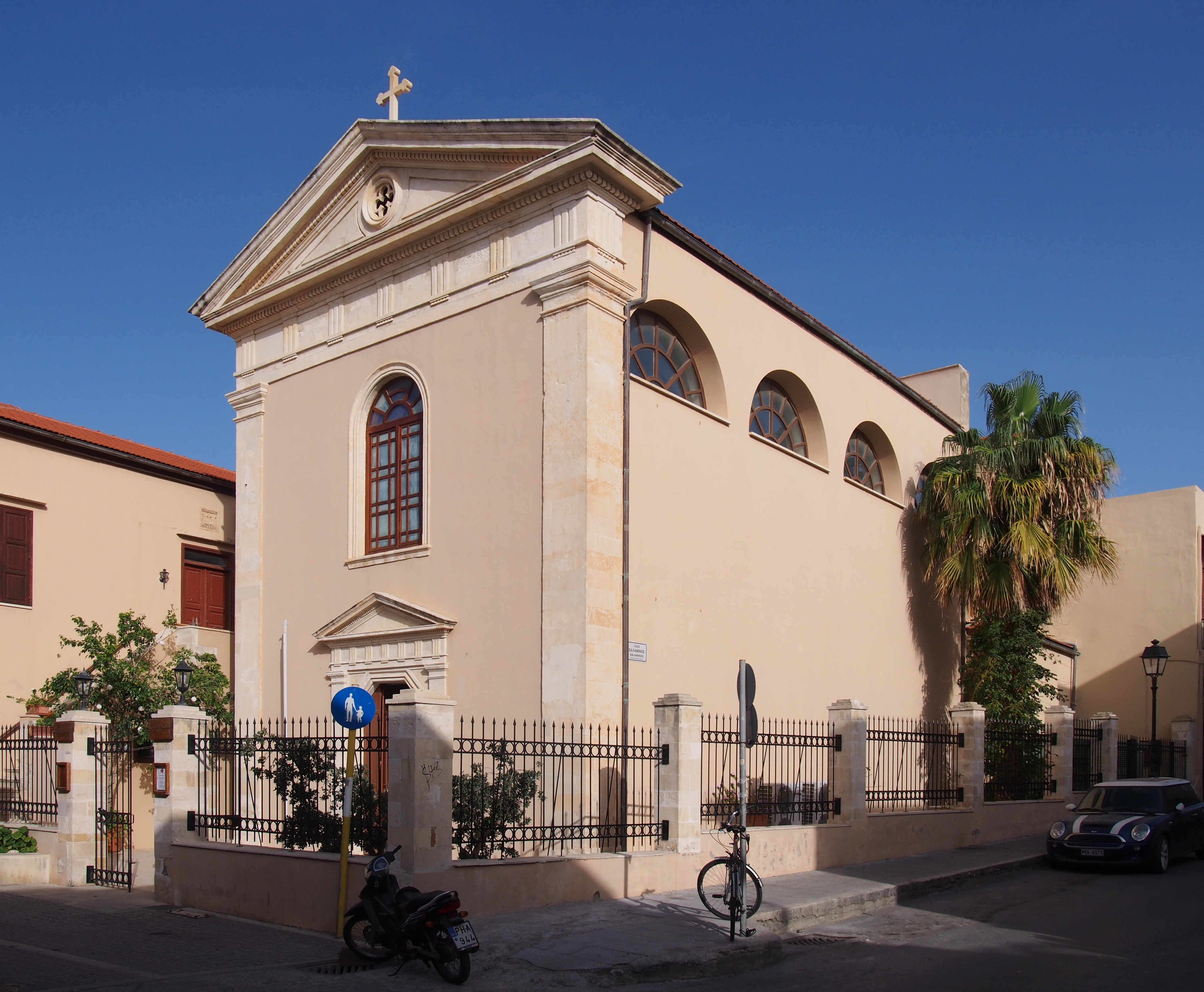
Agios Andonios tis Padouis

Die Kirche Agios Andonios tis Padouis (griechisch Άγιος Αντώνιος της Παδούης ‚St. Antonius von Padua‘) ist eine römisch-katholische Kirche in Rethymno auf Kreta. Sie ist dem heiligen Antonius von Padua gewidmet.
In Rethymno gibt es seit vielen Jahrhunderten eine katholische Gemeinde. Zur Zeit der venezianischen Herrschaft war hier der Sitz des katholischen Bistums. Die ursprüngliche Kathedrale von Agios Nikolaos befand sich in der Fortezza, der venezianischen Festung. Diese Kathedrale wurde später zur Sultan-Ibrahim-Moschee umgebaut.
1855, zur Zeit der türkischen Besetzung, ließ der Kapuzinerorden ein Kloster mit kleiner Kapelle in der Odos Mesolongiou errichten. Die Kapuziner sind bis heute in der katholischen Gemeinde aktiv.
1897 wurde in nur einem Jahr die neoklassizistische Antonius-Kirche gebaut. Hierbei halfen polnische Soldaten, die von den damaligen Großmächten auf die Insel gebracht worden waren, um den Frieden zwischen den Griechen und den Türken zu sichern. Nach dem Zweiten Weltkrieg war die Kirche aufgrund der politischen Verhältnisse für viele Jahre geschlossen. In den Jahren 1982 bis 1988 wurde sie mithilfe von Einheimischen und Ausländern, hauptsächlich Pater Andreas Marzohl aus Luzern, renoviert und in ihrem früheren Aussehen wiederhergestellt.
Die Kirche liegt in der Altstadt von Rethymno, nahe dem alten venezianischen Hafen. Die Adresse ist Odos Emmanouil Vernadou 25, Rethymno 741 00, Griechenland.